# Liste der Naturdenkmale in Königsfeld im Schwarzwald
| Naturdenkmale | Anzahl |
| ------------- | ------ |
| FND           | 5      |
| END           | 41     |
| Gesamt        | 46     |

Die Liste der Naturdenkmale in Königsfeld im Schwarzwald nennt die verordneten Naturdenkmale (ND) der im baden-württembergischen Schwarzwald-Baar-Kreis liegenden Gemeinde Königsfeld im Schwarzwald. In Königsfeld im Schwarzwald gibt es insgesamt 46 als Naturdenkmal geschützte Objekte, davon 5 flächenhafte Naturdenkmale (FND) und 41 Einzelgebilde-Naturdenkmale (END).
Stand: 1. November 2016.

## Flächenhafte Naturdenkmale (FND)
| Name                                                   | Bild | Kennung     | Einzelheiten              | Position | Fläche Hektar | Datum         |
| ------------------------------------------------------ | ---- | ----------- | ------------------------- | -------- | ------------- | ------------- |
| Burbacher Hof (Feldgehölz, Eiche, Linde, Gebüsch etc.) | BW   | 83260310039 | Königsfeld im Schwarzwald | ⊙        | 0,2           | 10. Jan. 1995 |
| Burgruine Waldau (Baumgruppe, Ahorne, Kiefern etc.)    |      | 83260310049 | Königsfeld im Schwarzwald | ⊙        | 0,5           | 10. Jan. 1995 |
| Früauf-Park (Buchen, Eichen, Linden)                   | BW   | 83260310044 | Königsfeld im Schwarzwald | ⊙        | 0,0           | 10. Jan. 1995 |
| Gaienbühl                                              | BW   | 83260310052 | Königsfeld im Schwarzwald | ⊙        | 1,1           | 18. Nov. 1988 |
| Rohrmoos                                               | BW   | 83260310051 | Königsfeld im Schwarzwald | ⊙        | 5,0           | 18. Nov. 1988 |
| Legende für Naturdenkmal                               |      |             |                           |          |               |               |

## Einzelgebilde (END)
| Name                                           | Bild | Kennung     | Einzelheiten                                                          | Position | Fläche Hektar | Datum         |
| ---------------------------------------------- | ---- | ----------- | --------------------------------------------------------------------- | -------- | ------------- | ------------- |
| Altenvogtshoflinde                             | BW   | 83260310029 | Königsfeld im Schwarzwald                                             | ⊙        | 0,0           | 10. Jan. 1995 |
| Außerdorflinden (3 Bäume)                      | BW   | 83260310050 | Königsfeld im Schwarzwald                                             | ⊙        | 0,0           | 10. Jan. 1995 |
| Bäschenbühleiche                               | BW   | 83260310028 | Königsfeld im Schwarzwald                                             | ⊙        | 0,0           | 10. Jan. 1995 |
| Benishoflinde                                  | BW   | 83260310021 | Königsfeld im Schwarzwald                                             | ⊙        | 0,0           | 10. Jan. 1995 |
| Beschenhofeiche                                | BW   | 83260310043 | Königsfeld im Schwarzwald                                             | ⊙        | 0,0           | 10. Jan. 1995 |
| Brogenlinde                                    | BW   | 83260310034 | Königsfeld im Schwarzwald                                             | ⊙        | 0,0           | 10. Jan. 1995 |
| Burgbacher Eiche                               | BW   | 83260310004 | Königsfeld im Schwarzwald                                             | ⊙        | 0,0           | 20. Dez. 1949 |
| Burgbacher Esche                               | BW   | 83260310035 | Königsfeld im Schwarzwald                                             | ⊙        | 0,0           | 10. Jan. 1995 |
| Burgbacher Linde                               | BW   | 83260310036 | Königsfeld im Schwarzwald                                             | ⊙        | 0,0           | 10. Jan. 1995 |
| Burgberger Eiche                               | BW   | 83260310045 | Königsfeld im Schwarzwald                                             | ⊙        | 0,0           | 10. Jan. 1995 |
| Emil-Kurz-Lärche                               | BW   | 83260310041 | Königsfeld im Schwarzwald                                             | ⊙        | 0,0           | 10. Jan. 1995 |
| Erdmannsweiler Linde                           | BW   | 83260310015 | Königsfeld im Schwarzwald                                             | ⊙        | 0,0           | 10. Jan. 1995 |
| Flaigenlinde                                   | BW   | 83260310026 | Königsfeld im Schwarzwald                                             | ⊙        | 0,0           | 10. Jan. 1995 |
| Frey-Linde                                     | BW   | 83260310010 | Königsfeld im Schwarzwald                                             | ⊙        | 0,0           | 10. Jan. 1995 |
| Friedhofslinde – 1 Linde                       | BW   | 83260310003 | Königsfeld im Schwarzwald                                             | ⊙        | 0,0           | 20. Dez. 1949 |
| Große Eiche                                    | BW   | 83260310017 | Königsfeld im Schwarzwald                                             | ⊙        | 0,0           | 10. Jan. 1995 |
| Herrnhuter Linde                               | BW   | 83260310011 | Königsfeld im Schwarzwald                                             | ⊙        | 0,0           | 10. Jan. 1995 |
| Hörnlishoflinde – 1 Linde                      | BW   | 83260310001 | Königsfeld im Schwarzwald                                             | ⊙        | 0,0           | 20. Dez. 1949 |
| Hübelenwirts-Linde                             | BW   | 83260310031 | Königsfeld im Schwarzwald                                             | ⊙        | 0,0           | 10. Jan. 1995 |
| Im Dörfle (Baumgruppe, Ahorne, Linden, Esche)  | BW   | 83260310047 | Königsfeld im Schwarzwald                                             | ⊙        | 0,0           | 10. Jan. 1995 |
| Langbauer-Esche                                | BW   | 83260310037 | Königsfeld im Schwarzwald                                             | ⊙        | 0,0           | 10. Jan. 1995 |
| Langbauerkirschen (Baumallee, 13 Wildkirschen) | BW   | 83260310040 | Königsfeld im Schwarzwald                                             | ⊙        | 0,0           | 10. Jan. 1995 |
| Lerchenfeldlinde                               | BW   | 83260310020 | Königsfeld im Schwarzwald                                             | ⊙        | 0,0           | 10. Jan. 1995 |
| Luisenpappel                                   | BW   | 83260310009 | Königsfeld im Schwarzwald Nicht mehr in der LUBW-Datenbank vorhanden. | ⊙        | 0,0           | 10. Jan. 1995 |
| Mey-Linde                                      | BW   | 83260310014 | Königsfeld im Schwarzwald                                             | ⊙        | 0,0           | 10. Jan. 1995 |
| Mönchhoflinde – 1 Linde                        | BW   | 83260310005 | Königsfeld im Schwarzwald                                             | ⊙        | 0,0           | 20. Dez. 1949 |
| Mönchseelinde                                  | BW   | 83260310027 | Königsfeld im Schwarzwald                                             | ⊙        | 0,0           | 10. Jan. 1995 |
| Mühllehenlinde                                 | BW   | 83260310030 | Königsfeld im Schwarzwald                                             | ⊙        | 0,0           | 10. Jan. 1995 |
| Müllerlinde                                    | BW   | 83260310022 | Königsfeld im Schwarzwald                                             | ⊙        | 0,0           | 10. Jan. 1995 |
| Nägelesee-Eiche                                | BW   | 83260310025 | Königsfeld im Schwarzwald                                             | ⊙        | 0,0           | 10. Jan. 1995 |
| Nägelesee-Linde                                | BW   | 83260310024 | Königsfeld im Schwarzwald                                             | ⊙        | 0,0           | 10. Jan. 1995 |
| Paradieslinde                                  | BW   | 83260310023 | Königsfeld im Schwarzwald                                             | ⊙        | 0,0           | 10. Jan. 1995 |
| Rappenlinde                                    | BW   | 83260310019 | Königsfeld im Schwarzwald                                             | ⊙        | 0,0           | 10. Jan. 1995 |
| Räubertanne – 1 Weißtanne                      |      | 83260310002 | Königsfeld im Schwarzwald                                             | ⊙        | 0,0           | 20. Dez. 1949 |
| Redmanns-Eiche                                 | BW   | 83260310018 | Königsfeld im Schwarzwald                                             | ⊙        | 0,0           | 10. Jan. 1995 |
| Schleichenlinde – 1 Tilia                      | BW   | 83260310006 | Königsfeld im Schwarzwald Nicht mehr in der LUBW-Datenbank vorhanden. | ⊙        | 0,0           | 14. Sep. 1941 |
| Spangenberg-Buche                              | BW   | 83260310012 | Königsfeld im Schwarzwald                                             | ⊙        | 0,0           | 10. Jan. 1995 |
| Stolbert-Eschen (2 Bäume)                      | BW   | 83260310032 | Königsfeld im Schwarzwald Nicht mehr in der LUBW-Datenbank vorhanden. | ⊙        | 0,0           | 10. Jan. 1995 |
| Weihertannen (4 Weißtannen)                    | BW   | 83260310042 | Königsfeld im Schwarzwald                                             | ⊙        | 0,0           | 10. Jan. 1995 |
| Weiherwiesen-Eiche                             | BW   | 83260310016 | Königsfeld im Schwarzwald                                             | ⊙        | 0,0           | 10. Jan. 1995 |
| Winkeleiche                                    | BW   | 83260310013 | Königsfeld im Schwarzwald                                             | ⊙        | 0,0           | 10. Jan. 1995 |
| Legende für Naturdenkmal                       |      |             |                                                                       |          |               |               |